# ベルナール・ラコンブ
ベルナール・ラコンブ（Bernard Lacombe、1952年8月15日 - 2025年6月17日）は、フランス・リヨン出身のサッカー選手、サッカー指導者。現役時代のポジションはフォワード。リーグ・アンで255ゴールを記録し、史上2番目に多くのゴールを決めた選手である。

## 経歴・人物
1969年、オリンピック・リヨンでキャリアをスタートさせ、1973年にクープ・ドゥ・フランス、トロフェ・デ・シャンピオンを獲得した。ASサンテティエンヌを経て1979年にFCジロンダン・ボルドーへと移籍。1984年、1985年、1987年と連覇を含むリーグ・アンを3回制したほか、ボルドーでもクープ・ドゥ・フランス、トロフェ・デ・シャンピオンを獲得した。
フランス代表には1973年に初招集され、その後も1978 FIFAワールドカップや1982 FIFAワールドカップ、フランスが優勝したUEFA欧州選手権1984にも招集された。1978 FIFAワールドカップでは試合開始後最短ゴールを記録した。
引退後は、1988年から1996年までの間、かつて所属したオリンピック・リヨンのテクニカルマネージャーを務め、その後2000年まではトレーナーを務める傍ら監督としてチームを率いた。また、2008年には同年リヨンと業務提携した横浜F・マリノスのため来日した。晩年までリヨンでスペシャルアドバイザーやスカウト役として働いていた。
2025年6月17日死去した。72歳没。

## 選手経歴
- オリンピック・リヨン 1969-1978
- ASサンテティエンヌ 1978-1979
- FCジロンダン・ボルドー 1979-1987

## 指導経歴
- オリンピック・リヨン 1996-2000